# Pustułka australijska
Pustułka australijska (Falco cenchroides) – gatunek średniej wielkości ptaka drapieżnego z rodziny sokołowatych (Falconidae).
To jeden z najmniejszych sokołów i w przeciwieństwie do wielu przedstawicieli tej rodziny w łowieniu zdobyczy głównym jego atutem nie jest szybkość. Zamiast tego siedzi na wyeksponowanej gałęzi i stąd wypatruje swych ofiar. Posiada też specyficzną technikę lotu wiszącego, który odbywa nad obszarami uprawnymi i pastwiskami.

## Systematyka
Uważa się, że ptak jest bardzo blisko spokrewniony z pustułką i prawdopodobnie z pustułką plamistą. Wydaje się, że pustułka australijska wyewoluowała od pustułki. Proces ten miał miejsce w Australii i zaczął się w środkowym plejstocenie niecałe milion lat temu, kiedy to ptak zaczynał dostosowywać się do lokalnych warunków. Wyróżniono dwa podgatunki F. cenchroides:
- Falco cenchroides baru – Góry Śnieżne (zachodnio-środkowa Nowa Gwinea).
- Falco cenchroides cenchroides – Australia, Tasmania, Lord Howe, Norfolk.

## Występowanie

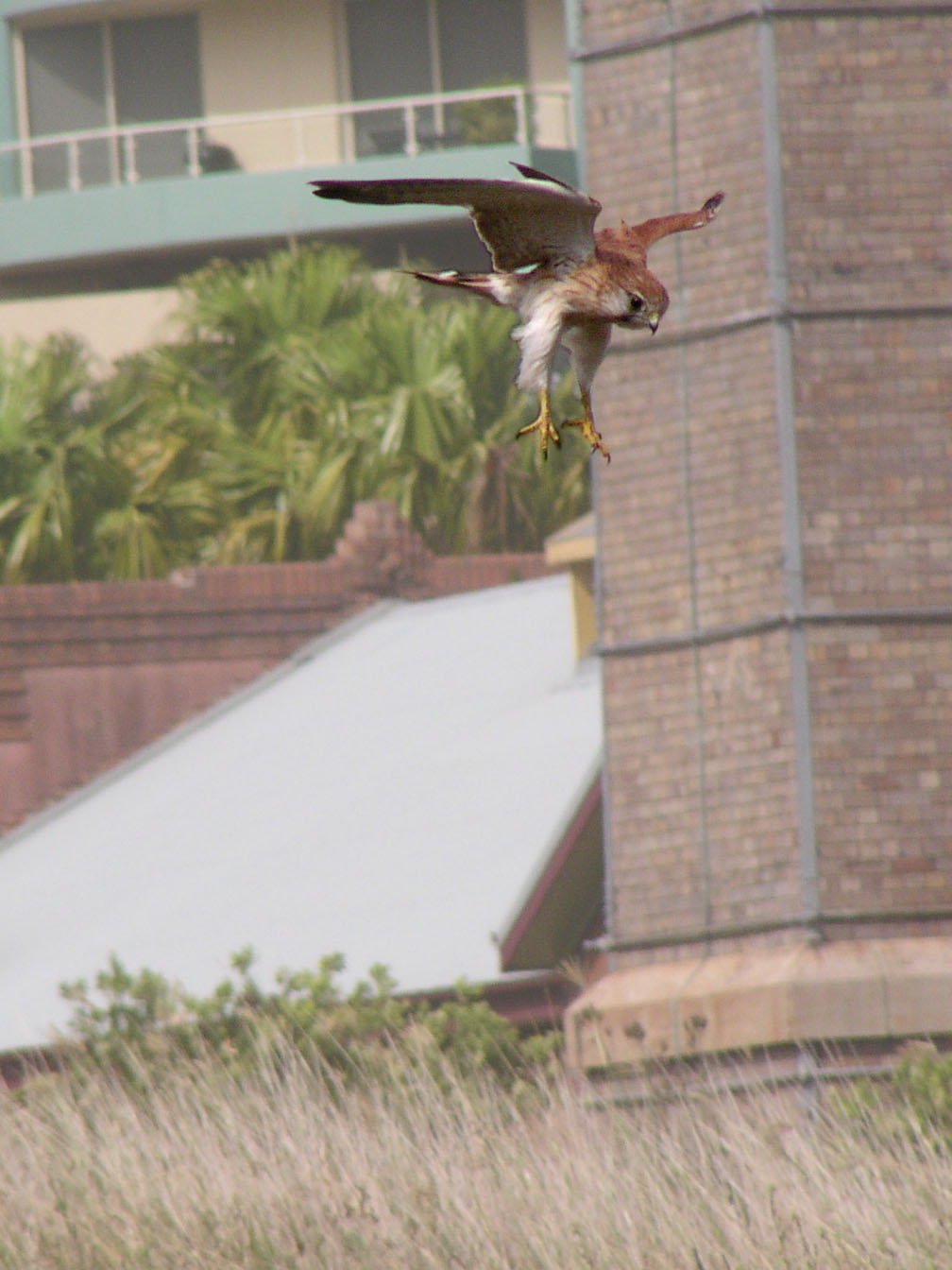
Przed skokiem na zdobycz

To bardzo powszechny i łatwy do zauważenia drapieżnik w Australii, Nowej Gwinei i na sąsiednich wyspach. Nieregularnie zalatuje do Nowej Zelandii.
Zasiedla każdy typ krajobrazu, jeśli nie jest on zbyt gęsto porośnięty roślinnością. Preferuje zwłaszcza umiarkowanej wysokości tereny trawiaste i otwarte zbiorowiska leśne. Areał występowania w tropikalnej północy i na piaszczystych pustyniach na zachodzie jest nieciągły w wybranych porach roku.
Jak wiele australijskich ptaków, nie wykazuje dokładnie wyznaczonych tras migracji: na południowych pastwiskach występujące tam pary pustułek pozostają cały rok, ale wiele innych ptaków migruje na północ w trakcie australijskiej zimy lub wędruje do suchego wnętrza kontynentu w poszukiwaniu źródeł pokarmu.

## Charakterystyka

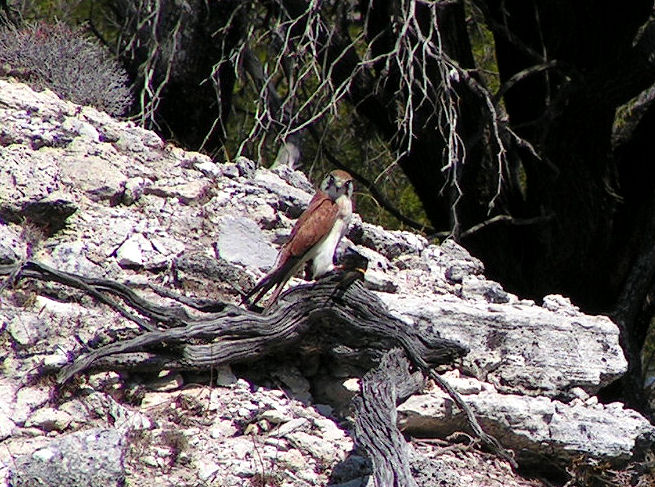
Z ofiarą w szponach, Zachodnia Australia

To mały, wysmukły sokół o długości ok. 31–35 cm i rdzawym lub brązowym upierzeniu od góry i białym w dolnej części ciała. Końcówki ogona są czarne. Szczegóły ubarwienia mogą się różnić u poszczególnych osobników, toteż niektóre mogą wyglądać na przybrudzone. Pomimo to szczupła budowa, niewielkie rozmiary i zawisanie w powietrzu z wyprostowanymi skrzydłami sprawia, że łatwo rozpoznać ten gatunek w terenie (jedynymi australijskimi ptasimi drapieżnikami zawisającymi w powietrzu są kaniuki, które posiadają dużo bielsze upierzenie i są nieco większe, oraz sokoły brunatne, dużo większe i masywniej zbudowane, a zawisanie w powietrzu przychodzi im z trudnością). Gdy są grupie, wyglądają na jasnych, słabiej pręgowanych i mniejszych krewnych pustułki, którymi w istocie są.

## Pożywienie

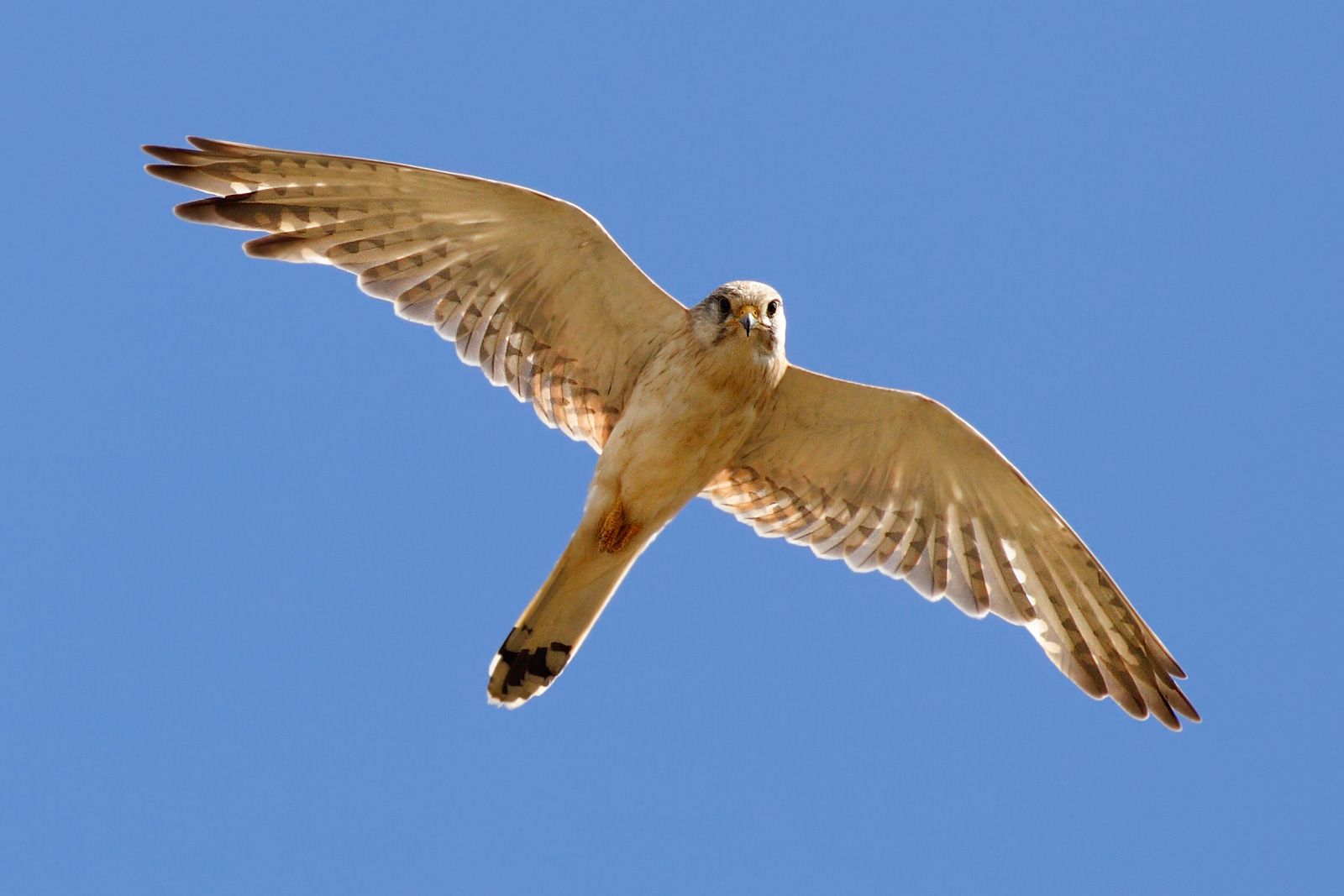
Pustułka australijska w locie

Dieta tej pustułki jest zróżnicowana, z dużym udziałem owadów. Znajdują się w niej również małe ptaki i gady, a zwłaszcza małe gryzonie, głównie myszy.

Pustułka australijska potrafi przystosować się do nowych warunków, co przejawia się w różnych metodach polowania. Jedną z najczęstszych jest przesiadywanie na dobrze widocznej w terenie gałęzi lub innym obiekcie, np. na starym drzewie, słupie telefonicznym i wypatrywanie zdobyczy. Ma jednak w zwyczaju zawisać bez ruchu w powietrzu nad uprawami i pastwiskami, co jest charakterystyczne dla tego gatunku.

## Zachowanie

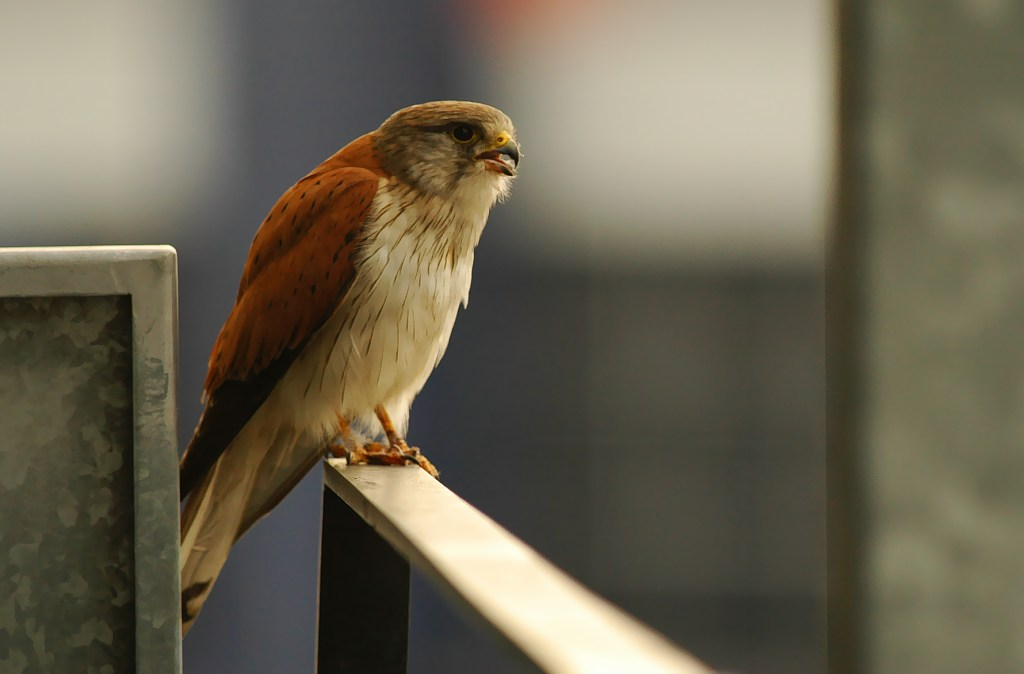
Samica pustułki australijskiej

Zwykle widuje się ją pojedynczo lub w parach, choć może się łączyć w luźne stada liczące do 30 osobników, gdy warunki temu sprzyjają. Pary lęgowe są przeważnie monogamiczne i nierzadko nie rozdzielają się na różne obszary w okresie pozalęgowym.

## Okres lęgowy
Gniazdo jest praktycznie stworzoną konstrukcją. Stanowi je zagłębienie w korze drzewa, półka skalna lub opuszczone gniazdo po ptaku krukowatym. Pustułki nie zmieniają zastanego miejsca gniazdowego, ani go nie nadbudowują dla własnym potrzeb.
Samica składa od 3 do 7 (zwykle 4) jaj późną zimą i sama je wysiaduje. Młode wykluwają się po 26–28 dniach. Samiec w tym czasie przynosi pożywienie samicy ogrzewającej potomstwo, dopóki te się nie opierzy. Po tym czasie również matka opuszcza gniazdo i łapie ofiary dla swoich piskląt. W urodzajnych latach pustułki australijskie wyprowadzają więcej lęgów w ciągu roku.

## Status
Międzynarodowa Unia Ochrony Przyrody (IUCN) uznaje pustułkę australijską za gatunek najmniejszej troski (LC – least concern) nieprzerwanie od 1988 roku. Trend liczebności populacji uznaje się za wzrostowy.